# Сіменович-Сіменс Мирослав
Сімено́вич-Сі́менс Миросла́в (16 лютого 1885 — 14 березня 1967) — український громадський і політичний діяч у США (з 1907).

## З життєпису
Народився у Чернівцях. По закінченні медичних студій в університеті Лойоли (1913) деякий час лікар-майор в армії США. У 1920 році — член Місії уряду ЗУНР у Лондоні. У 1927-40 — головний отаман гетьманських «Січей» Америки і Канади, 1952—1959 очолював гетьманський рух у США; організатор і голова Українського виставочного комітету Світової виставки в Чикаго (1933—1934), активний діяч, голова і почесний член низки українських установ у США, серед ін. засновник-фундатор Українського Архіву-Музею в Чикаго. За велику меценатську діяльність в царині української культури, Український вільний університет у Мюнхені присвоїв йому в 1959 році звання почесного доктора.
Помер 14 березня 1967 року, похований на цвинтарі святого Миколая в Чикаго.
На його честь названий Український національний музей в Чикаго.